# DSports 2
DSports 2 (anteriormente llamado DirecTV Sports 2) es un canal de televisión por suscripción deportivo latinoamericano, exclusivo de la operadora de televisión satelital DirecTV. Es la segunda señal de DSports, por lo que también es canal hermano de DSports+. Emite y opera su señal desde Argentina, emitiéndose también en Chile, Colombia, Ecuador, Perú y Uruguay. En Venezuela se emite por la empresa SimpleTV (reemplazo de DirecTV en ese país).

## Historia
Fue lanzado en el 2014 junto con la variante HD del canal. En 2015, la señal en alta definición empieza a emitir las 24 horas y deja de emitir solamente en caso de eventos especiales.
Al ser una de las señales de DirecTV, se caracteriza por tener cobertura deportiva exclusiva en Sudamérica. Su programación consiste en la emisión de partidos de la La Liga de España, además del básquetbol, con la NBA, Liga Sudamericana de Básquet, Liga de las Américas y la Liga Nacional de Básquet de Chile. También transmite partidos de los torneos de la ATP World Tour 250 de tenis, campeonatos mundiales de la FIFA, boxeo, entre otras destacadas competiciones deportivas mundiales.
El 14 de noviembre de 2022, previo a la Copa Mundial de la FIFA Catar 2022, el canal realizó un cambio de nombre, ahora llamándose DSports 2 junto con un nuevo logo y paquete de gráficas.

## Eventos deportivos
La cadena emite una gran cantidad de competiciones de diversos deportes como en fútbol: la Copa Mundial de la FIFA, la Copa Sudamericana, LaLiga entre otros.